# 哈利波特中的魔法學校列表
在J·K·羅琳筆下小說《哈利波特》系列的世界觀中，共有十一所歷史悠久、已向國際巫師聯盟（International Confederation of Wizards）註冊的魔法學校。這些魔法學校的位置相當隱蔽，而在不會魔法的麻瓜眼中，學校的建築只是廢墟。除了這十一所學校外，J·K·羅琳也表示有數間規模較小，未受監管的魔法學校。
目前已知的魔法學校共有七所，除了《哈利波特》系列小說的故事舞台霍格華茲以外，在J·K·羅琳的魔法世界登場的魔法學校僅有出現在的波巴洞（Beauxbatons）、德姆蘭（Durmstrang），以及出現在前傳的伊法魔尼（Ilvermorny），其他學校的出典則為J·K·羅琳所撰寫、刊登於Pottermore（現為）的文章；可能的第八所「科爾多夫斯托雷茲魔法學校」的出典《魔藥之書》並非羅琳主筆，因此亦有部分讀者質疑該校正統性。

## 學校介紹
| 校名                   | 原文     | 地點                             | 招生地區   | 介紹 |
| ---------------------- | -------- | -------------------------------- | ---------- | --- |
| 波巴洞魔法與巫術學院   |          | 法國庇里牛斯山                   | 西歐       | 首次出現於《》。與霍格華茲、德姆蘭並稱「歐洲三大魔法學校」，位於庇里牛斯山內某處一座閃閃發光的法式城堡，那裡到處都是冰雕和山林仙女。「」在法語中意為「美麗的魔杖」。波巴洞的學生來自法國、西班牙、葡萄牙、荷蘭、盧森堡和比利時等地區，制服為藍色絲綢長袍。 |
| 卡斯特羅布舍           |          | 巴西熱帶雨林                     | 南美洲     | 隱藏於巴西熱帶雨林深處的魔法學校。根據J·K·羅琳的設定，卡斯特羅布舍是一棟金色岩石所建，外觀類似神廟的宏偉建築物，由一種名為凱波拉的毛茸茸靈人保護，學生的制服則為亮綠色長袍。卡斯特羅布舍專精於草藥學和奇獸飼育學。這所學校為有興趣的歐洲學生提供了交流計畫，學習南美洲的魔法生物和植物。 |
| 德姆蘭學院             |          | 斯堪的納維亞                     | 北歐和東歐 | 首次出現於《》。「Durmstrang」可能源自德國的「狂飆突進運動」（德語：Sturm und Drang），意為「風暴和壓力」。德姆蘭的學生多來自東歐，以俄羅斯及保加利亞姓名來命名。德姆蘭的學生穿著厚重的皮草與血紅色長袍。德姆蘭注重決鬥和攻擊魔法，也不避諱教授黑魔法，並且不接受麻瓜出身的學生入學。 |
| 霍格華茲魔法與巫術學院 |          | 蘇格蘭高地                       | 大不列顛   | 招收大不列顛十一至十七歲有魔法能力的孩子，為J·K·羅琳的《哈利波特》系列小說主要場景。 |
| 伊法魔尼魔法與巫術學院 |          | 美國馬薩諸塞州亞當斯的格雷洛克山 | 北美洲     | J·K·羅琳於其撰寫的《北美魔法史》的第一章十四世紀至十七世紀魔法世界首次提及伊法魔尼。伊法魔尼於十七世紀建立，創辦人為純種女巫伊索·瑟兒（Isolt Sayre）和其丈夫，是一座非常民主的魔法學校，學生制服為藍色和蔓越莓色的長袍，繫著金色的結。伊法魔尼有四個學院，各自的奇獸象徵著理想巫師特質，分別為：「心靈」的長角水蛇（Horned Serpent）、「身體」的貓豹（Wampus）、「心臟」的魒骻吉（Pukwudgie），以及「靈魂」的雷鳥（Thunderbird）。新生分類時，一間以上學院選擇同一名學生時，學生可以從中選擇進入的學院。 |
| 魔法所                 | [ 註 1 ] | 日本南硫磺島死火山               | 日本       | 魔法所的建築為純白羊脂玉建造的華麗宮殿。魔法所是十一所知名魔法學校中最少學生的一所，其招收年滿七歲的學生，不過學生十一歲才可以開始寄宿。根據J·K·羅琳的設定，魔法所的學生制服為有魔法的和服長袍，會隨著學生的身型和知識而改變大小和顏色。剛開始和服為淡粉紅，若學生在所有科目都獲得最高分，長袍就會變成金色；如果魔法所的學生背叛日本巫師的原則或投奔黑魔法，長袍就會逐漸變成白色，學生將立即被開除並至日本魔法政府受審。                              |
| 瓦加杜                 |          | 烏干達月亮之山                   | 非洲       | 全世界歷史最悠久、規模最大的魔法學校，是一座籠罩在薄霧中、在山腰上的宏偉建築，彷彿漂浮在空中。瓦加杜的學生透過夢境信使（Dream Messengers）收取校長的入學通知。瓦加杜的學生擅長天文學、鍊金術、變形學（尤其是自我變形），不使用魔杖，而是透過手指或者手勢施展魔法。 |

## 文化影響

### 波巴洞魔法與巫術學院

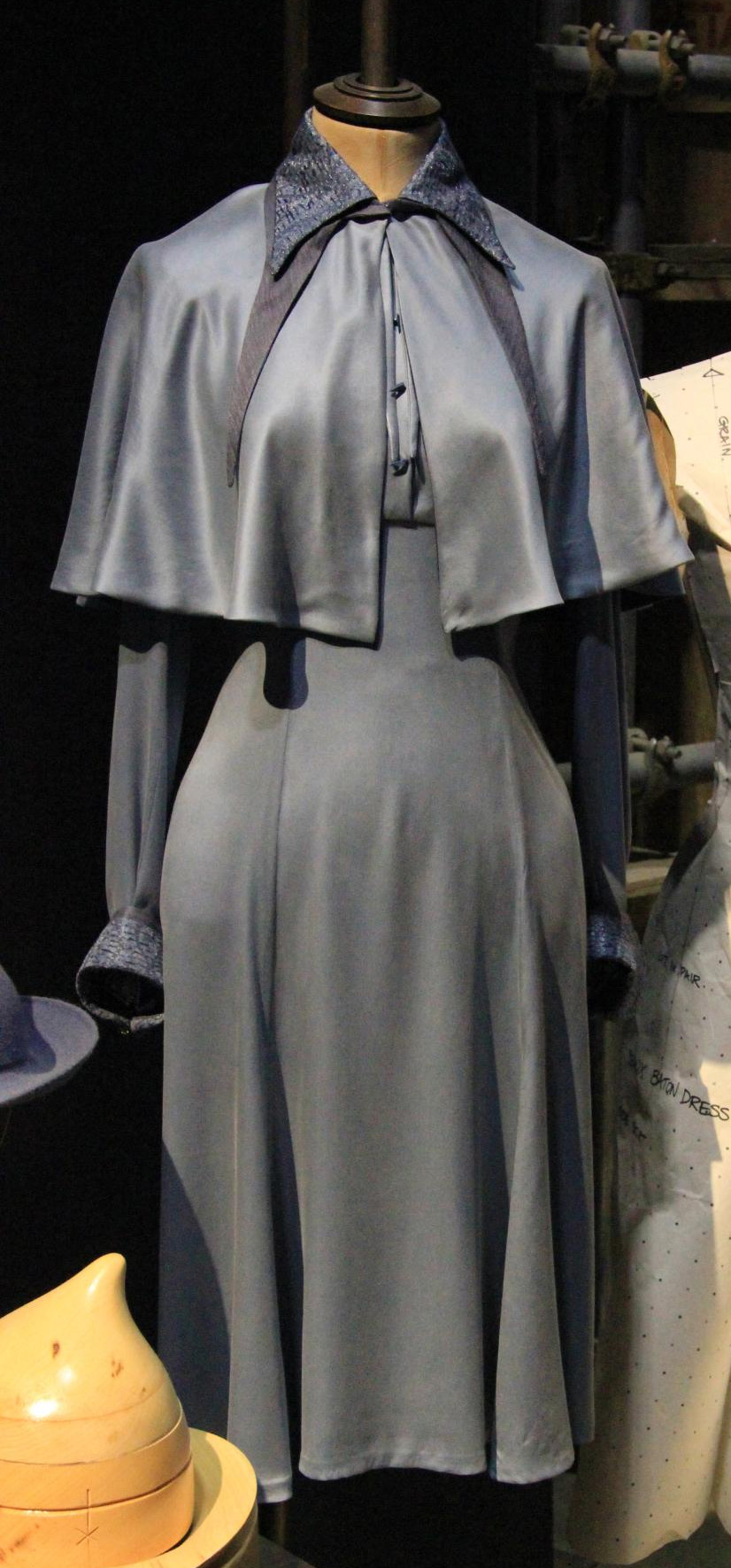
波巴洞制服，攝於華納兄弟利維斯登工作室。

波巴洞校徽示意圖

電影《哈利波特：火盃的考驗》中，波巴洞的學生全是女學生，但小說中多次提到波巴洞有男學生，而歷史上真實存在的煉金術士尼樂·勒梅也設定為這所學校的校友。因此，電影的改動被批評「助長了刻板印象」，讓三巫鬥法大賽代表的唯一女性選手花兒·戴樂古「看起來比實際上更弱」。
電影的波巴洞制服由法國服裝設計師珍妮·特米姆操刀。特米姆表示，她從歷史和民間傳說等元素尋找靈感，最後選用了法國保皇黨旗幟的藍色。與小說相同，電影中波巴洞的校徽出現在馬車的門上，為「兩根十字交叉的金色魔杖，每支指向三顆星星」。在紋章學中，交叉的劍指向上方表示隨時準備好戰鬥，向下指則代表一場戰鬥已經勝利。
波巴洞的交通工具飛天馬車和制服一樣受到矚目，系列電影的指南書《哈利波特：立體書》透露，電影中所使用的波巴洞馬車是從巴黎租來的大馬車，「上面裝飾著小天使、花環和藝術家的彩繪仿作」。2019年，樂高積木發售了以電影形象為基礎的波巴洞馬車主題套組，作為樂高哈利波特的擴充。

### 德姆蘭學院

德姆蘭校徽示意圖

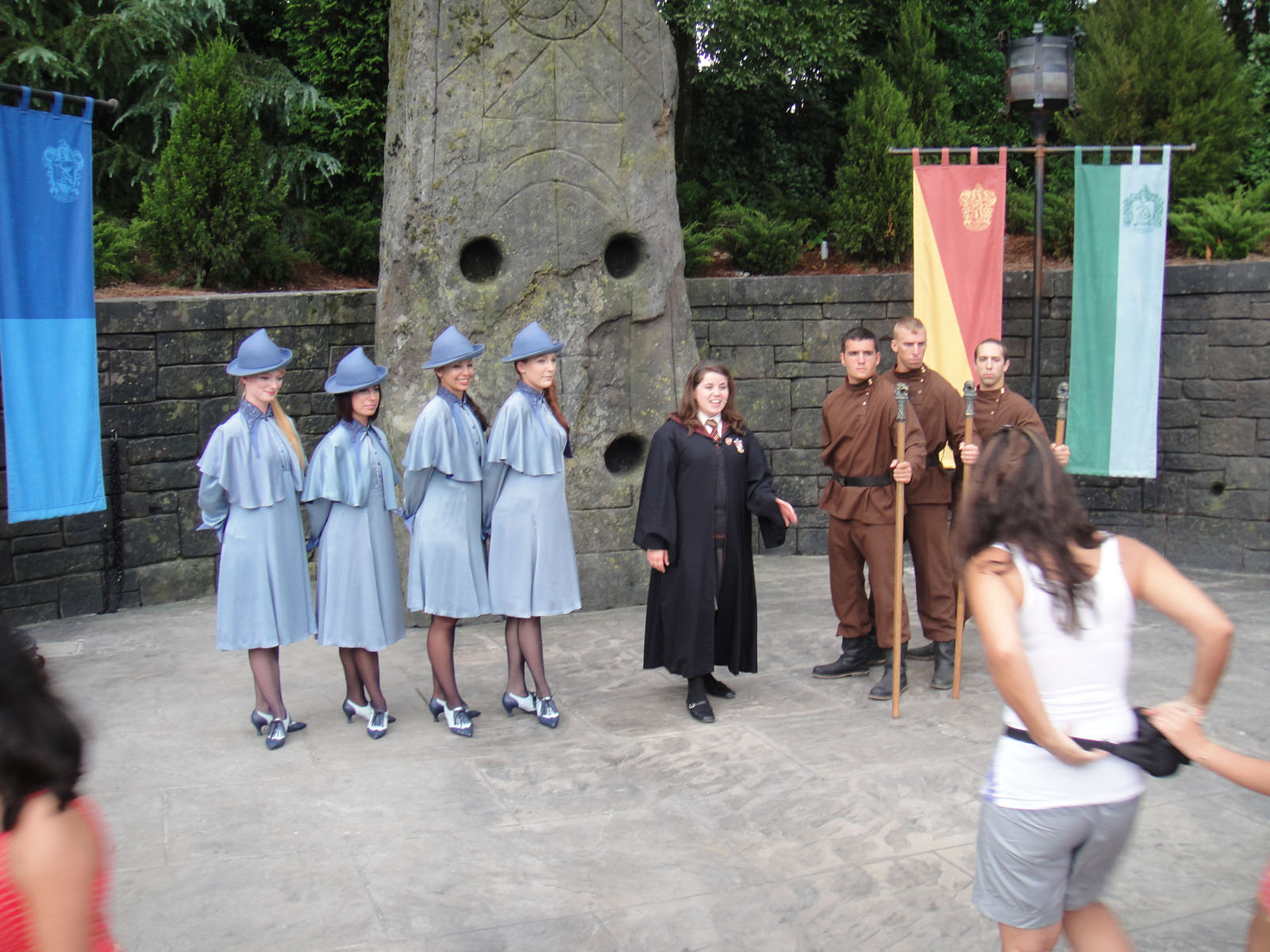
奧蘭多環球影城的波巴洞、德姆蘭學生扮演者（左四名、右三名）

電影中德姆蘭的學生都是男學生，小說中的德姆蘭則是男女混校，Pottermore的文章也表明德姆蘭是保加利亞女巫所創立，因此德姆蘭並不像電影中男性化。此外，電影也出現過德姆蘭的校徽，圖案為鹿頭上的雙頭鷹。在紋章學傳統中，雙頭鷹象徵著統治者對教會和國家至高無上的地位。電影中德姆蘭的學生制服亦由珍妮·特米姆設計，參考了俄羅斯和哈布斯堡的民間傳說。
J·K·羅琳在網路聊天室中提到，德姆蘭位於在斯堪的納維亞北部，瑞典或挪威的最北端，但是她不確定，因為「這些學校的確切位置是嚴格保守的秘密」。Pottermore公布的藝術概念圖將其畫在芬蘭。
2005年，樂高積木發售了電影中德姆蘭前往霍格華茲所乘坐的船隻套組。

### 霍格華茲魔法與巫術學院

霍格華茲校徽示意圖

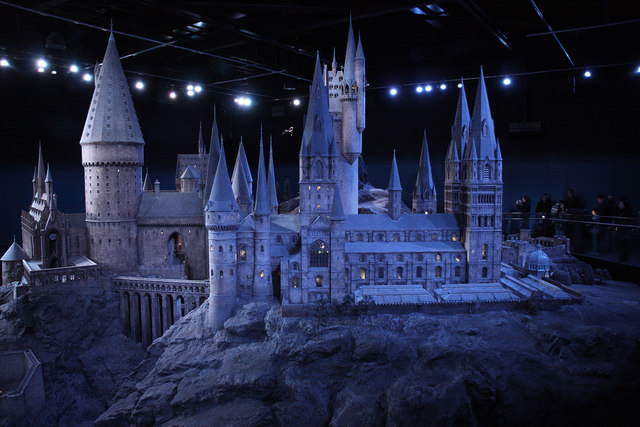
電影中的霍格華茲模型，攝於華納兄弟利維斯登工作室。

霍格華茲深刻影響流行文化，於2008年在蘇格蘭最佳教育機構的民調中得到第36名，擊敗愛丁堡的洛雷托學校等知名真實學校。厚頭龍科龍王龍屬的模式種名「霍格華茲龍王龍」致敬了霍格華茲，這個名字最初由印第安納波利斯兒童博物館的遊客命名，而後館方正式採用。
《哈利波特》系列電影中的霍格華茲在牛津基督大教堂學院拍攝，根據2021年的統計，學院每年的遊客量高達350,000人。波蘭佐查城堡的魔法學院、英國赫斯特蒙索城堡的博思韋爾魔法學校、美國的新世界魔法學校，都是受到霍格華茲啟發的魔法學校景點，其中博思韋爾魔法學校提供食宿、魔法課程和室內競賽體驗。雪萊·安妮·加爾平分析，「英國寄宿學校這樣的代表性機構創造出了強烈的（英國文化）遺產美學」，因此霍格華茲有效推廣了英國文化。

### 伊法魔尼魔法與巫術學院
伊法魔尼於登場，主要角色蒂娜·金坦、奎妮·金坦都是這間學校的校友，而「美國魔法國會」（MACUSA）的首長瑟拉菲娜·皮奎里（Seraphina Picquery）入學時獲得了伊法魔尼所有學院錄取，最後出於利益選擇了角蛇學院。J·K·羅琳在Pottermore上架《北美魔法史》介紹伊法魔尼的時機配合了《怪獸與牠們的產地》電影宣傳。
由於伊法魔尼的位置設定為亞當斯的格雷洛克山最高峰，亞當斯社區發展總監唐娜·塞桑（Donna Cesan）表示，這個設定提供了格雷洛克格倫度假村（Greylock Glen Resort）新的行銷方式。當地振興團體亞當斯市中心小組（Downtown Adams Group）也將伊法魔尼列於官方網站。伊法魔尼不是當地唯一的虛構學校，漫畫《X戰警》系列的變種人學校也設定在此。

## 文化批評
兒童讀物評論家茱莉亞·愛克謝，指出所描繪的波巴洞、德姆蘭師生為刻板的美麗長髮女孩、嚴肅陰鬱的男孩，後者也是英語系國家對斯拉夫人的刻板印象。克莉絲汀娜·弗洛特曼（Christina Flotmann）則認為，霍格華茲與這兩所學校的競爭，分別體現了體面英國和放蕩法國的對立，以及十九世紀歌德小說中西方和東歐邪惡力量的鬥爭。
2016年，非洲魔法學校瓦加杜的設定公開後，由於西方世界長期將非洲視為一個模糊、未分化的整體，推特上掀起了專家和讀者對J·K·羅琳潛在種族歧視的質疑聲浪，而後刊登在Pottermore的原文補充了瓦加杜所在之地為烏干達。聖地牙哥大學非洲歷史學系助理教授T·J·塔利（T.J. Tallie）表示：「身為一位非洲歷史學家，我極為憤怒，@jk_rowling將瓦加杜化約為『非洲』，並與『日本』、『法國』等國家相提並論」；亦有學者辯護「非洲在殖民時代之前沒有國家制度」，並指出瓦加杜與橫跨非洲的迦納帝國（Wagadu）同名，然而非洲政治歷史學家提摩西·伯克（Timothy Burke）撰寫長文論述該辯護根本站不住腳。Vox的政治記者扎克·博尚（Zack Beauchamp）在統整報導中肯定了羅琳描繪的瓦加杜正面形象，結論道：「羅琳的非洲『泥漿』說明：即使是懷抱善意的西方人，也很難為非洲的複雜性伸張正義」。其他魔法學校的設定和直白的名稱亦被指為歐洲中心主義，比如拉美讀者因卡斯特羅布舍的刻板印象（比如原始叢林、中美洲的瑪雅金字塔神廟形象）感到失望；日語使用者除了批評武士道的印象，也指出原文提供的發音方式「Mah-hoot-o-koh-ro」不是正確日語。
同年3月，J·K·羅琳於Pottermore公開了《北美魔法史》的第一章，援引了五月花號的移民史和北美原住民族文化，受到學者及北美原住民族讀者排山倒海的批評，指出其為嚴重文化挪用且有殖民主義色彩。其後羅琳所發表的伊索·瑟兒與莫魔丈夫詹姆·史都華（James Steward）建立伊法魔尼的故事亦被批評「在抹殺原住民族的同時挪用原住民傳統」，而對於長角水蛇、貓豹、魒骻吉，雷鳥等北美洲傳說生物起源的誤用，更被指為「為了個人目的利用並且扭曲了美洲原住民族的傳說」。

## 註腳
1. ↑  日語：，直譯為「魔法的地方」。
2. ↑  原文：「slurry」，直譯為「漿體」，比喻將非洲的所有國家視為一個無差別的整體。[64]

## 延伸閱讀
- Flotmann, Christina. . Verlag. 2014: 328–331  [2018-10-16]. ISBN 9783839421482. （原始内容存档于2018-06-12） （英语）.
- Henderson, Austin; Kenny, Madison; Lane, Cameron; Duc Le, Madison Murray.  (PDF) The mirror of Erised: Seeing a better world through Harry Potter and critical theory. 2017  [2018-10-16]. （原始内容存档 (PDF)于2021-05-16） （英语）.
- Moore, Miranda.  39 (6) The Linguist: Journal of the Institute of Linguists: 176–177. 2000  [2018-10-16]. （原始内容存档于2021-01-20） （英语）.
- Oziewicz, Marek. . International Research in Children's Literature International Research in Children's Literature. 2010, 3 (1): 1–14. doi:10.3366/ircl.2010.0002 （英语）.